# Parafia cywilno-wojskowa Niepokalanego Poczęcia Najświętszej Maryi Panny w Lublinie
Parafia cywilno-wojskowa Niepokalanego Poczęcia Najświętszej Maryi Panny w Lublinie – parafia rzymskokatolicka w Lublinie, należąca do archidiecezji lubelskiej i Dekanatu Lublin – Śródmieście oraz do Dekanatu Wojsk Lądowych Ordynariatu Polowego Wojska Polskiego (do roku 2012 parafia należała do Krakowskiego Dekanatu Wojskowego). Została erygowana w 1993 roku (jako wojskowa) i w 1976 roku (jako cywilna). Kościół parafialny wybudowany jako cerkiew na początku XX wieku. Mieści się przy Alejach Racławickich. 